# Parque nacional Isla Tope Redondo

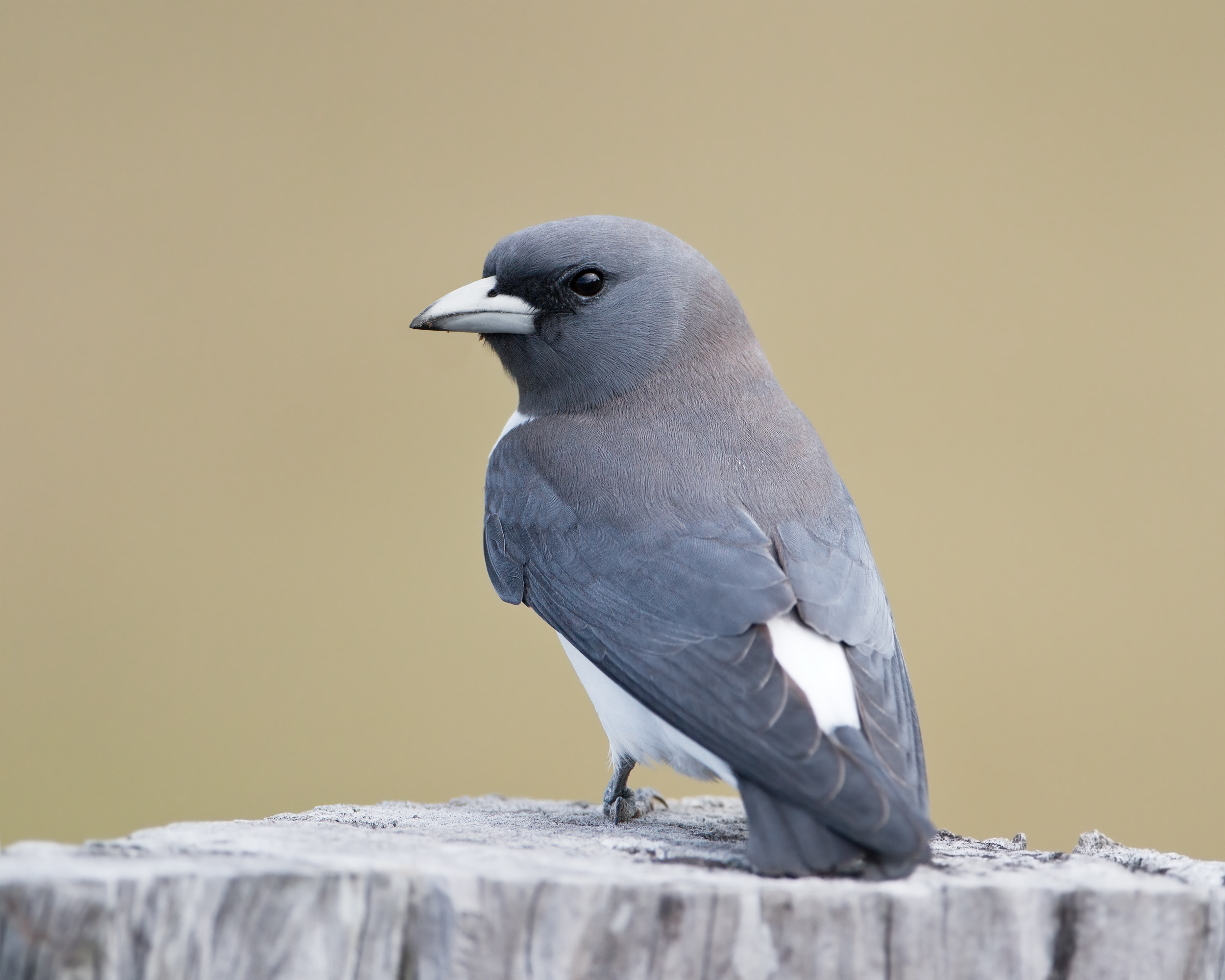
Golondrina de pecho blanco (Artamus leucorynchus), en el Parque nacional Isla Tope Redondo, Queensland, Australia.

Isla Tope Redondo es un parque nacional en Queensland (Australia), ubicado a 797 km al noroeste de Brisbane.

## Datos
- Área: 0,19 km²
- Coordenadas: 21°10′31″S 149°15′53″E / -21.17528, 149.26472
- Fecha de Creación: 1998
- Administración: Servicio para la Vida Salvaje de Queensland
- Categoría IUCN: II

Véase también:
- Zonas protegidas de Queensland

- Datos: Q3182254